# Mashalen Romero
Mashalen Romero (Marie Shalen Romero de Clotêt) nació en 1942 en el periodo de guerra, en Hidderof (Alemania). 
Su madre era Helena de Romero, de nacionalidad española, sirviente en la casa del soldado nazi Hilverante Grehiberd. El padre de Mashalen Romero, Joseff Shalen Koishekiev, era general del ejército alemán, abandonó la guerra en 1941 y pasó a ser español; murió en 1953 en Barcelona. 
Mashalen R. fue un pequeño icono de la época siguiente a la Segunda Guerra Mundial por su defensa de los derechos de la mujer durante muchos años. Trabajaba en una casa sirviendo, y por las noches salía a la calle a protestar. El 24 de abril de 1998 apareció asesinada en su casa con un cartel de protesta incrustado en el cráneo.
- Datos: Q5561923